# Leptoperla tasmanica
Leptoperla tasmanica är en bäcksländeart som beskrevs av Douglas E. Kimmins 1951. Leptoperla tasmanica ingår i släktet Leptoperla och familjen Gripopterygidae. Inga underarter finns listade i Catalogue of Life.